# Halcyon (álbum)
Halcyon é o segundo álbum de estúdio da artista musical inglesa Ellie Goulding. Foi lançado em 8 de outubro de 2012 no Reino Unido através da Polydor Records. Em 23 de agosto de 2013, o disco foi relançado sob o título Halcyon Days, incluindo outras dez faixas.

## Antecedentes e gravação
Em fevereiro de 2011, Goulding revelou ao jornal Daily Star que planejava lançar o sucessor de Lights ainda em 2011, comentando: "Não irei sumir por muito tempo. O álbum sairá neste ano ou no início do ano que vem." Em abril de 2012, a cantora declarou que o lançamento do álbum ocorreria outubro do mesmo ano. A maioria das faixas do projeto foram registradas com o produtor Jim Eliot, do grupo britânico Kish Mauve, em um celeiro convertido próximo á Lyonshall, Herefordshire, vilarejo onde Goulding cresceu. As sessões de gravação também ocorreram no Studio Splendido no País de Gales; AIR Studios, The Ballroom, EMI Studios, Fly Eye Studio, Starsmith HQ e Strongroom Studios em Londres; Red Rhino Studios and Troublemakers Studio em Montreal; e Biffco Studios em Brighton. Em entrevista ao Carson Daly na KAMP-FM, a artista explicou a inspiração por trás do título do álbum: "[Halcyon é] uma espécie de ave que basicamente durante o inverno deposita seus ovos junto ao mar e acalma às águas tempestuosas, e várias faixas neste disco são sobre o oceano e a água." Durante a conferência, ela também anunciou o título de duas faixas—"Only You" e "Halcyon".

## Crítica profissional
Halcyon recebeu revisões geralmente positivas da mídia especializada, acumulando setenta e seis pontos de uma escala de cem no portal Metacritic, indicando "análises geralmente favoráveis". Neil McComick, do The Daily Telegraph, escreveu que a voz de Goulding  é "algo realmente especial", concluindo: "Luxuosamente épica como Enya, ainda com o dinamismo de Florence + the Machine, as letras poeticamente opacas de Goulding ganham verdadeiro peso dramático. Em um grande, vigoroso álbum, Goulding dá a entender estar 'cantando como um pássaro' em uma dimensão completamente nova." Melissa Maerz, do Entertainment Weekly, comentou que o disco tem "solos de harpa, acordes ajustados digitalmente e ao menos uma homenagem a fluidos corporais ('My Blood'). Mas estão ancorados por gigantes bolas de discoteca e batidas dance que você pode encontrar no Now That's What I Call Music!."
Apesar de chamar o álbum de "bem trabalhado, elegante peça de trabalho", Andy Gill, do The Independent, declarou que é difícil "gostar de canções que tentam se esconder." Rebecca Nicholson, do The Guardian, sentiu que o disco "não é tão úmido como o seu antecessor", adicionando que "a principal falha de Halcyon é que ocasionalmente parece ser um bocado demasiado — e isso é algo que Goulding, perenemente retratada como tímida, possa não ser tão triste."

## Singles
No final de julho de 2012 Goulding anunicou através de sua conta oficial do Facebook que o primeiro single do álbum seria "Anything Could Happen", e pediu para seus fãs contribuirem com o vídeo lírico da faixa, enviando fotos relacionadas com a letra da música via Instagram. O vídeo lírico estreou em 9 de agosto no YouTube, seguido de seu lançamento digital através da iTunes Store em 17 de agosto seguinte.

## Lista de faixas
| N.º | Título                          | Compositor(es)                         | Produtor(es)          | Duração |  |
| 1.  | "Don't Say a Word"              | Ellie Goulding, Jim Eliot              | Eliot, Goulding       | 4:07    |  |
| 2.  | "My Blood"                      | Goulding, Eliot, Jemima Stilwell       | Eliot, Goulding       | 3:54    |  |
| 3.  | "Anything Could Happen"         | Goulding, Eliot                        | Goulding, Eliot       | 4:46    |  |
| 4.  | "Only You"                      | Goulding, Eliot                        | Eliot, Goulding       | 3:50    |  |
| 5.  | "Halcyon"                       | Goulding, Eliot                        | Eliot, Goulding       | 3:24    |  |
| 6.  | "Figure 8"                      | Goulding, Jonny Lattimer               | MONSTA, Mike Spencer* | 4:07    |  |
| 7.  | "Joy"                           | Goulding, Eliot                        | Eliot, Goulding       | 3:13    |  |
| 8.  | "Hanging On" (com Tinie Tempah) | Patrick James Grossi, Ariel Rechtshaid | Billboard             | 3:21    |  |
| 9.  | "Explosions"                    | Goulding, Johnny Fortis                | Fortis                | 4:03    |  |
| 10. | "I Know You Care"               | Goulding, Justin Parker                | Parker                | 3:26    |  |
| 11. | "Atlantis"                      | Goulding, Eliot                        | Eliot, Goulding       | 3:52    |  |
| 12. | "Dead in the Water"             | Goulding, Starsmith                    | Starsmith             | 4:43    |  |

| Faixa bônus da edição deluxe |                                                             |                                       |                                    |         |  |
| N.º                          | Título                                                      | Compositor(es)                        | Produtor(es)                       | Duração |  |
| 13.                          | "I Need Your Love" (com Calvin Harris)                      | Harris, Goulding                      | Harris                             | 3:54    |  |
| 14.                          | "Ritual"                                                    | Goulding, Richard Stannard, Ash Howes | MONSTA                             | 3:50    |  |
| 15.                          | "In My City"                                                | Goulding, Mathieu Jomphe, Talay Riley | Billboard                          | 3:19    |  |
| 16.                          | "Without Your Love"                                         | Goulding, Starsmith                   | Starsmith                          | 4:19    |  |
| 17.                          | "Hanging On" (com Tinie Tempah) (versão explícita completa) |                                       | Billboard                          | 4:13    |  |
| 18.                          | "Lights" (versão do single)                                 | Goulding, Richard Stannard, Ash Howes | Richard "Biff" Stannard, Ash Howes | 3:30    |  |

| Faixa bônus exclusiva da Tesco |                                                |                                                |                                                              |         |  |
| N.º                            | Título                                         | Compositor(es)                                 | Produtor(es)                                                 | Duração |  |
| 13.                            | "I Need Your Love" (com Calvin Harris)         | Harris, Goulding                               | Harris                                                       | 3:54    |  |
| 14.                            | "Stay Awake"                                   | Goulding, Makeba Riddick, Hugo Pierre Leclercq | Leclercq                                                     | 3:28    |  |
| 15.                            | "Hanging On" (com Tinie Tempah)                | Grossi, Rechtshaid                             | Billboard                                                    | 4:19    |  |
| 16.                            | "Anything Could Happen" (White Sea Remix)      | Goulding, Eliot                                | Eliot, Goulding(remixagem e produção adicional de White Sea) | 5:05    |  |
| 17.                            | "Hanging On" (com Tinie Tempah) (Draper Remix) | Grossi, Rechtshaid                             | Billboard(remixagem e produção adicional de Draper)          | 5:25    |  |

| Faixa bônus da Polônia |                                        |                                       |                                    |         |  |
| N.º                    | Título                                 | Compositor(es)                        | Produtor(es)                       | Duração |  |
| 13.                    | "I Need Your Love" (com Calvin Harris) | Harris, Goulding                      | Harris                             | 3:58    |  |
| 14.                    | "Lights" (versão do single)            | Goulding, Richard Stannard, Ash Howes | Richard "Biff" Stannard, Ash Howes | 3:30    |  |

## Desempenho nas tabelas musicais
| Tabela musical (2012)                                         | Melhor posição |
| ------------------------------------------------------------- | -------------- |
| Alemanha - Media Control Charts                               | 22             |
| Austrália - ARIA Charts                                       | 16             |
| Áustria - Ö3 Austria Top 40                                   | 51             |
| Bélgica - Ultratop 50 (Flandres)                              | 27             |
| Bélgica - Ultratop 40 (Valônia)                               | 34             |
| Canadá - Canadian Albums Chart                                | 8              |
| Dinamarca - Hitlisten                                         | 37             |
| Escócia - Scottish Albums Chart                               | 1              |
| Estados Unidos - Billboard 200                                | 9              |
| França - Syndicat National de l'Édition Phonographique        | 85             |
| Irlanda - Irish Albums Chart                                  | 1              |
| Noruega - VG-lista                                            | 28             |
| Nova Zelândia - Recording Industry Association of New Zealand | 3              |
| Países Baixos - MegaCharts                                    | 48             |
| Reino Unido - UK Albums Chart                                 | 1              |
| Chéquia (IFPI Česká Republika)                                | 49             |
| Suíça - Schweizer Hitparade                                   | 23             |

| País                  | Certificação |
| --------------------- | ------------ |
| Nova Zelândia - RIANZ | Ouro         |
| Reino Unido (BPI)     | 3× Platina   |

## Histórico de lançamento
| País           | Data                  | Gravadora              |
| -------------- | --------------------- | ---------------------- |
| Reino Unido    | 8 de outubro de 2012  | Polydor                |
| Estados Unidos | 9 de outubro de 2012  | Cherrytree, Interscope |
| Polónia        | 9 de outubro de 2012  | Universal Music        |
| Austrália      | 12 de outubro de 2012 | Universal Music        |